# Theresa Villiers
Theresa Anne Villiers, född 5 mars 1968 i London, är en brittisk konservativ politiker. Sedan 2005 representerar hon valkretsen Chipping Barnet i underhuset. Hon var minister för Nordirland 2012–2016 och miljö, mat- och landsbygdsminister 2019–2020.